# Sylvain Julienne
Sylvain Julienne, né le 6 juillet 1947 à Évreux où il est mort le 18 décembre 2019, est un photographe de guerre français, connu notamment pour ses  couvertures d’un camp d’entrainement de l’IRA pendant le conflit d’Irlande du nord en 1972, celle de la chute  de Phnom Penh en avril 1975 et celle du coup d'état au Chili.

## Biographie
Sylvain Julienne publie ses premières photo à 21 ans dans l’hebdomadaire new-yorkais The Village Voice. 
Puis il couvre les grands conflits de la planète pour les agences photographiques Sipa, Gamma, et Sygma : Irlande du Nord, Birmanie, Chili, etc.
En Irlande du Nord, il établit des liens avec l’IRA et photographie un de leurs camps d’entrainement. Les images font la couverture de Time et de nombreux journaux anglais.
Au Cambodge, témoin en avril 1975 de la prise de Phnom Penh par les Khmers rouges, il est retenu prisonnier pendant plus de quinze jours dans l’ambassade de France avec d’autres réfugiés.
Sylvain Julienne est décédé à Évreux le 18 décembre 2019,,.

## Publications
- « Ireland : The Tactics of Terrors », dans : Time, 10 janvier 1972.
- « Un témoignage exclusif : ainsi finit Phnom Penh », dans : L’Express, 1er juin 2009.